# 上海理工大学
上海理工大学（シャンハイりこうだいがく、Shanghai Ligong Daxue）は、中華人民共和国の上海市に属する重点大学である。現任学長は丁暁東教授。

## 概要

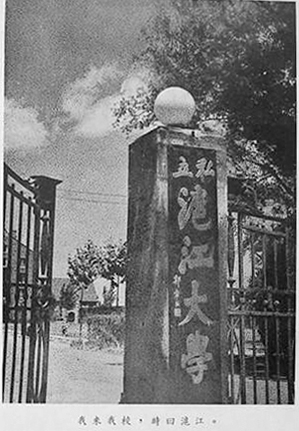
滬江大学（University of Shanghai）校門

上海理工大学は上海市にある重点大学。「理工大学」と称しているが、工学をメインに、理学、経済学、管理学、文学などを協調発展した教育・学術体系を展開している。同大学は1906年に創立された沪江大学にルーツを持ち、100年以上の歴史のなかで様々な統合や改革の変遷を経て現在の形となった。本校は現在専任教師が1,200人、うち教授及び副教授が約500人いる。また、15の学部、2つの教学部、30の研究所、12の研究センターと三つの研究院を有している。在校生約21,000人のうち、学部学生約16,800人、大学院生約4,300人となっている。広く国際間学術交流活動に尽力しており、ドイツ、アメリカ、カナダ、日本、スイス、ロシア、香港などの国と地域40校と交流関係を築き、互いに学者を派遣したり講義討論を行うなどしている。キャンパス内には古いヨーロッパ風建築物が多く残り、校舎の中には創建以来100年以上使用されている建物もある。これらの一部は重要建築として上海市や浦東区から指定を受けている。

## 沿革
- 軍工路キャンパス：

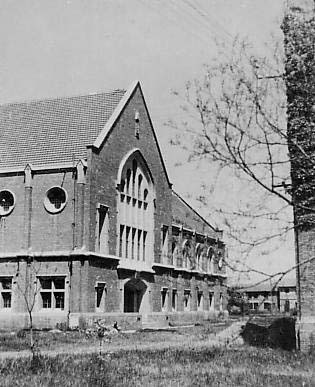
滬江大学（University of Shanghai）キャンパス

  - 1906年 米国キリスト教北部バプテスト教会系のアメリカバプテスト宣教師同盟と南部バプテスト連盟が合同で設立して滬江大学が開学。
  - 1952年 滬江大学のほか、聖約翰大学、復旦大学などの9大学の法律系、政治系と社会系学群が統合して華東政法学院（現・華東政法大学）が開学。このため滬江大学は一時的に閉学。
  - 1960年 滬江大学跡地に上海機械学院が開学。
  - 1972年 上海機械学院が上海工学院と合併。
  - 1979年 上海機械学院と上海工学院が分離（旧上海工学院は同年、上海工業大学と改称し、のちに上海大学に編入される）。
  - 1994年 上海機械学院が華東工業大学に改組・改称。

- 復興路キャンパス：
  - 1907年 徳文医学堂が創始。
  - 1920年 中法国立工学院に改組。
  - 1945年 国立上海高級機械職業学校に改組。
  - 1983年 上海機械高等専門学院に改称。
  - 1996年 上海機械高等専門学院と華東工業大学が合併して、上海理工大学となる。

- その他
  - 2003年 旧・上海理工大学に上海医療器械高等技科学校と上海出版印刷高等技科学校を編入し、新生上海理工大学となる。

## 学院（学部）
- エネルギーと動力工程学院
- 光電情報とコンピューター工程学院
- 管理学院
- 機械工程学院
- 外国語学院
- 環境と建築学院
- 基礎学院
- 理学院
- 材料科学と工程学院
- 医療器械と食品学院
- 出版印刷と芸術設計学院
- 社会科学学院
- 体育学院
- 中徳国際学院
- 中英国際学院

## 研究機構
「工業過程自動化」国家工程研究センター、上海理工大学国家大学科学園、「光学器械」国家質量実験センター、三つの国家レベル実験教学センター経済管理実験センター、現代印刷実験教学センター、エネルギー動力工程実験教学センター]、二つの教育部工程研究センター[微創医療器械研究センター、光学器械とシステム研究センター]、現代光学システム実験室、デジタル出版科学実験室、精密磨削技術機械工業実験室などあり、総合30の研究機構がある。

## 著名人
- 孟建柱：中華人民共和国国務委員、公安部部長
- 侯祥麟：中国工程院院士、石油化学工程学家
- 王仁：中国科学院院士、力学家、地球動力学家和力学教育家
- 紀育灃：中国科学院院士、有機化学家
- 涂長望：中国科学院院士、気象学家
- 銭令希：中国科学院院士、工程力学家
- 王序：中国科学院院士、薬物化学家
- 張煦：中国科学院院士、通信工程学家
- 謝希徳：物理学家、中国科学院院士、アメリカ文理科学院院士
- 郭慕孫：化学工程学家、院士
- 黄葆同：高分子化学家、院士